# Piesartrinos
Piesartrinos (Piesarthrini) é uma tribo de coleópteros da subfamília Cerambycinae.

## Sistemática
- Ordem Coleoptera
  - Subordem Polyphaga
    - Infraordem Cucujiformia
      - Superfamília Chrysomeloidea
        - Família Cerambycidae
          - Subfamília Cerambycinae
            - Tribo Piesarthrini (Lacordaire, 1869)
              - Gênero Aprosictus (Pascoe, 1866
              - Gênero Bebius (Pascoe, 1865)
              - Gênero Exaeretiformis (McKeown, 1945)
              - Gênero Lacordairina (Vives, Sudre, Mille & Cazères, 2011)
              - Gênero Lygesis (Pascoe, 1864)
              - Gênero Opsidota (Pascoe, 1864)
              - Gênero Phantissus (McKeown, 1940)
              - Gênero Piesarthrius (Hope, 1834)
              - Gênero Strongylurus (Hope, 1835)
              - Gênero Tya (McKeown, 1940)